# Little Warley
Little Warley is een plaats in het Engelse graafschap Essex. Het maakt deel uit van het district Brentwood. In 1934 werd het dorp langs de spoorlijn opgedeeld, waarbij het zuidelijke deel werd overgedragen aan het district Billericay, thans Basildon.
Het is altijd een vrij klein dorpje geweest, met rond de 200 inwoners in de eerste helft van de negentiende eeuw. Daar kwamen in het midden van die periode een paar honderd soldaten bij, vanwege de bouw van een kazerne. In 1861 telde het dorp 485 inwoners.